# 中洞インターチェンジ
中洞インターチェンジ（チュンドンインターチェンジ）は、大韓民国京畿道富川市にある首都圏第一循環高速道路のインターチェンジである。

## 歴史
- 1998年7月24日 - 開設
- 2010年12月13日 - 富川高架橋下部で発生したタンクローリー火災による天板の焼失により一時閉鎖。
- 2010年12月23日 - 再開設工事着工。
- 2011年3月15日 - 再開設

## 周辺
- 仁川広域市方面

## 隣
首都圏第一循環高速道路
(23) 瑞雲JCT - (24) 中洞IC - (25) 松内IC